# Seweryn Chajtman
Seweryn Chajtman (ur. 5 sierpnia 1919 w Warszawie, zm. 20 sierpnia 2012 tamże) – polski naukowiec, profesor doktor inżynier organizacji zarządzania w przemyśle. Twórca Alternatywnej Uogólnionej Teorii Organizacji i Zarządzania.

## Życiorys
Po szkole średniej studiował w Państwowej Wyższej Szkole Budowy Maszyn i Elektrotechniki im. H. Wawelberga i S. Rotwanda. W okresie studiów podejmował pracę jako ślusarz i mechanik-stażysta w warsztatach naprawczych Piotrkowskiej Manufaktury w Piotrkowie Trybunalskim (1937) oraz w Parowozowni Warszawa-Zachód PKP (1938). Ponadto dorywczo zarobkował jako kreślarz, konstruktor i monter. W lipcu 1939 ukończył studia w sekcji warsztatowo-obrabiarkowej Wydziału Mechanicznego. W okresie studiów był członkiem Organizacji Młodzieży Socjalistycznej „Życie” (do 1938). Począwszy od lutego 1939 pracował w fabryce maszyn dla przemysłu papierniczo-poligraficznego w Warszawie w charakterze konstruktora i kierownika warsztatów.
Jesienią 1939 przedostał się nielegalnie na teren ZSRR. Od grudnia 1939 pracował w Parowozowni Lwów-Wschód w charakterze kierownika technicznego remontów średnich i przeróbki parowozów. Od października 1940 do czerwca 1941 pracował w Klesowie k. Sarn w Zarządzie Okręgu Kamieniołomów w charakterze inżyniera nadzoru kotłów i remontów urządzeń oraz projektanta przetwórni kamienia. Po ataku na ZSRR ewakuowany wraz z zakładem i skierowany do pracy w Centralnych Warsztatach Zarządu Inżynieryjnego Armii w Tambowie, Kurhanie, Syzraniu, gdzie pracował jako inżynier konstruktor, technolog, mistrz i kierownik zmiany wydziału mechaniczno-montażowego. Należał do Związku Patriotów Polskich.
W maju 1942 wcielony do służby technicznej Armii Czerwonej (jako inżynier uzbrojenia). Trafił na fronty: woroneski, wołchowski, pod Siniawino, leningradzki i pod Wielkimi Łukami. Ciężko ranny w czasie ofensywy w rejonie Wielkie Łuki – Newel. Po leczeniu szpitalnym znalazł zatrudnienie w fabryce narzędzi „Frezer” w Moskwie (od listopada 1943) w charakterze kierownika remontów narzędzi zespołu wydziałów pomocniczych oraz technologa i konstruktora wydziału doświadczalnego budowy obrabiarek. W zakładach „Frezer” pracował do 1948.
W międzyczasie, celem uzupełnienia specjalizacji zawodowej, w 1945 rozpoczął studia indywidualne w Moskiewskim Instytucie Inżynieryjno-Ekonomicznym. Studiował tam zagadnienia ekonomiki i organizacji produkcji przemysłu maszynowego (nie przerywając pracy w zakładach „Frezer”). W czerwcu 1947 uzyskał tytuł magistra inżyniera-ekonomisty na Wydziale Budowy Maszyn. Następnie został przyjęty na studia doktoranckie (aspiranturę) w Katedrze Organizacji i Ekonomiki Przedsiębiorstw Budowy Maszyn tegoż Instytutu.
W maju 1949 na kilka miesięcy wrócił do kraju. Został skierowany do Departamentu Produkcji i Techniki Ministerstwa Przemysłu Ciężkiego. W lutym 1950 ponownie udał się do ZSRR, aby dokończyć studia doktoranckie. Po przyjeździe do Moskwy od marca 1950 kontynuował prace aspiranckie i jednocześnie był zatrudniony jako konsultant techniczny w Biurze Radcy Handlowego Ambasady PRL w Moskwie, delegowany z Ministerstwa Przemysłu Ciężkiego. W tym samym roku wstąpił do Polskiej Zjednoczonej Partii Robotniczej. W kwietniu 1952 obronił rozprawę doktorską (kandydacką) na temat perspektyw rozwoju i prawidłowości doskonalenia organizacji produkcji w unikalnych zakładach budowy maszyn ciężkich. W czasie studiów w Moskiewskim Instytucie Inżynieryjno-Ekonomicznym prowadził zajęcia dydaktyczne oraz brał udział w pracach badawczych nad rozwiązaniem i realizacją problemów doskonalenia organizacji w zakładach przemysłowych, w tym m.in. w zakładach samochodowych ZIS, a także w dość głośnych wówczas pracach nad kompleksową reorganizacją zakładów „Kalibr”.
W maju 1952 ostatecznie powrócił do kraju i rozpoczął działalność w Politechnice Warszawskiej na stanowisku docenta, kontynuując jednocześnie pracę w Ministerstwie Przemysłu Maszynowego. Prowadził także wykłady z organizacji i prace dyplomowe na kursie magisterskim i doktoranckim w warszawskiej Szkole Głównej Planowania i Statystyki.
W Politechnice Warszawskiej zorganizował i uruchomił (1952) studia inżynieryjno-ekonomiczne. W następstwie powołano Oddział Inżynieryjno-Ekonomiczny przy Wydziale Mechanicznym Technologicznym oraz Katedrę Organizacji, Ekonomiki i Planowania w Przemyśle Budowy Maszyn, którymi kierował do 1968. Studia inżynieryjno-ekonomiczne, kształcące specjalistów organizatorów produkcji powstawały w kolejnych odmianach: w wersji magisterskich studiów wieczorowych (MEW) dla doświadczonych inżynierów z uprzednią praktyką zawodową, w wersji jednolitych 5-letnich studiów (od 1954), w wersji studiów zaocznych i eksternistycznych (w latach 60. ub.w.), a także w formie podyplomowego studium przetwarzania danych i zastosowań maszyn cyfrowych (od 1965). Studia oparto m.in. na systemie projektowania i prac własnych, na bazie laboratoriów organizacyjnych, w ścisłej współpracy z zakładami przemysłowymi. W drugiej połowie lat 50. ub.w. studia te zyskały wysoką rangę i uznanie w przemyśle.
W Ministerstwie Przemysłu Maszynowego w latach 1952–1953 zajmował się głównie opracowaniem koncepcji działalności, przygotowaniem warunków i uruchomieniem Instytutu Organizacji Przemysłu Maszynowego „Orgmasz”, który rozpoczął działalność w końcu 1953 r.
W maju 1953 skierowano go do Instytutu Kształcenia Kadr Naukowych (IKKN) przy KC PZPR jako kierownika Zespołu Ekonomiki Przemysłu przy Katedrze Ekonomii Politycznej. Obowiązki te pełnił do rozwiązania IKKN (jako Instytutu Nauk Społecznych) w 1956.
Podczas pracy naukowej w ZSRR zapoznał się z teorią Leonida Kantorowicza, późniejszego laureata Nagrody Nobla w 1975. Mimo zarzucenia tej teorii w ZSRR w czasach stalinowskich, włączył później jej elementy (tzw. badania operacyjne) do wykładów w Katedrze OEiPPM. Zainicjował także pierwsze wykłady z informatyki w Wydziale Mechanicznym Technologicznym PW, jak również pierwsze w Polsce wykłady z dziedziny zastosowań informatyki.
W 1963 odbył wielomiesięczny staż naukowy w USA, podczas którego odwiedził kilkanaście uniwersytetów i zakładów przemysłowych oraz nawiązał kontakty z czołowymi amerykańskimi teoretykami i praktykami kierunku industrial engineering. Po powrocie z USA stworzył laboratorium wyposażone w maszyny licząco-perforacyjne Holleritha, maszyny do księgowania i fakturowania, urządzenia do normowania pracy, przyrządy do badań psychotechnicznych, urządzenia do planowania produkcji oraz komputer UMC-1. Od 1957 do 1962 był półetatowym pracownikiem naukowym Instytutu Organizacji Przemysłu Maszynowego „Orgmasz”. W 1965 uzyskał tytuł profesora nauk ekonomicznych. W okresie 1958–1969 obroniono 14 promowanych przez niego prac doktorskich.

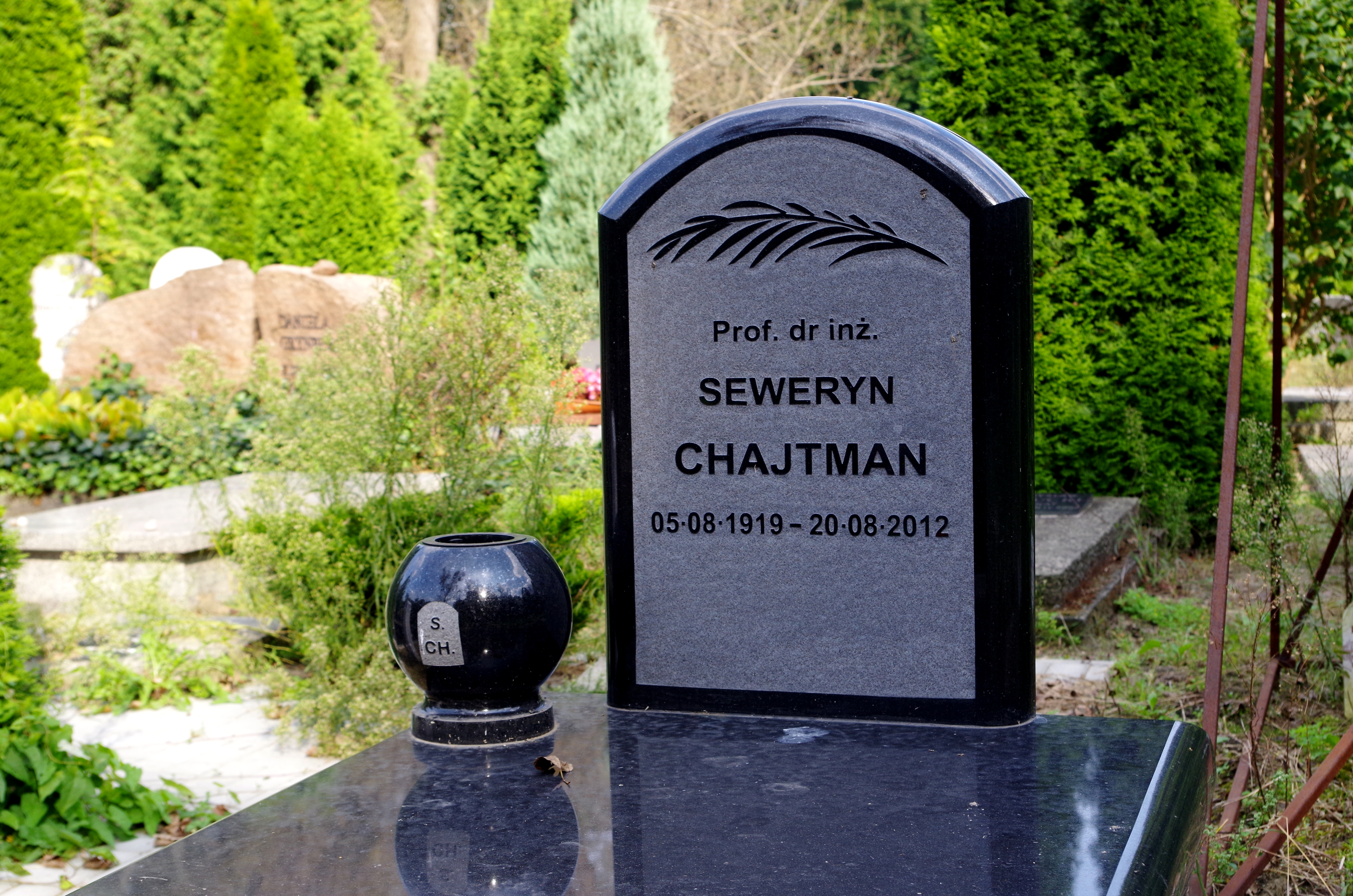
Grób prof. Seweryna Chajtmana (1919-2012) na Cmentarzu żydowskim przy ul. Okopowej w Warszawie

Na skutek kryzysu politycznego w marcu 1968 odsunięty od działalności naukowej, dydaktycznej i administracyjnej w Katedrze OEiPPM. Uniemożliwiono mu również dalsze prowadzenie działalności zawodowej, usunięto z rad naukowych, komisji itp., fizycznie zlikwidowano laboratoria. Nie mógł także znaleźć zatrudnienia w Instytucie Organizacji Przemysłu Maszynowego „Orgmasz” i innych instytucjach naukowych, badawczych lub przemysłowych, z wyjątkiem Zakładu Prakseologii Polskiej Akademii Nauk. W 1975 „zdjęty ze stanu osobowego” Politechniki Warszawskiej. W tym samym roku kierowano go do dwóch instytutów PAN, jednakże nie doszło do merytorycznego rozpoczęcia pracy. W latach 1969–1971 w rezultacie starań profesorów Tadeusza Kotarbińskiego i Jana Zieleniewskiego współpracował bliżej z Zakładem Prakseologii PAN, prowadząc badania zespołowe nad dynamiką wydajności pracy, intensywnością i kwalifikacją pracy w niektórych gałęziach oraz nad formalizacją operantowej struktury procesów produkcyjnych.
W 1976 skierowano go do Instytutu Organizacji Przemysłu Maszynowego „Orgmasz”, gdzie do 1992 kierował zakładem i zespołem naukowo-badawczym. Jego główna planowa działalność w latach 70. i 80. ub. w. polegała na projektowaniu usprawnień organizacji na zlecenia zakładów przemysłowych. Umożliwiało to towarzyszące „pozaplanowe” obserwacje badawcze i rozwijanie koncepcji powstałych w poprzednich okresach.
W lutym 1990 otrzymał od ówczesnego Rektora Politechniki Warszawskiej prof. Marka Romana pismo wraz z załączoną uchwałą Senatu PW. W piśmie tym zawarto m.in. stwierdzenie, że „[…] bez żadnych uzasadnionych powodów i niezawinionej […] przyczyny […] pozbawienie Pana Profesora możliwości prowadzenia zajęć dydaktycznych i prac naukowo-badawczych […] zwolnienie z pracy w Politechnice Warszawskiej […] było bardzo krzywdzące i haniebne”.
Jego uczniami było wielu przyszłych liderów przemysłu maszynowego (Tadeusz Wrzaszczyk, Janusz Szotek, Jerzy Huk, Ryszard Farfał i inni) oraz informatyki (Zbigniew Gackowski, Andrzej Targowski, Janusz Madej, Sławomir Trautman, Andrzej Skalski, Marek Zyzik, Jerzy S. Nowak, Wiesław Nosowski, Ryszard Dąbrówka i inni).
Był członkiem Komitetu Nauk Organizacji i Zarządzania Polskiej Akademii Nauk, Towarzystwa Naukowego Organizacji i Kierownictwa, Stowarzyszenia Inżynierów i Techników Mechaników Polskich.
W 2003 otrzymał tytuł Zasłużonego dla Politechniki Warszawskiej.
Został pochowany 23 sierpnia 2012 na Cmentarzu Żydowskim przy ulicy Okopowej w Warszawie.

## Działalność naukowo-badawcza
Treścią większości prac naukowych i badawczych S. Chajtmana była krytyczna rewizja wielu rozpowszechnionych mitów i utartych poglądów organizacyjnych, sprzecznych z realiami procesów produkcyjnych i tendencjami rozwoju przemysłowego. W wyniku tego nastąpiły próby obiektywnego wyjaśnienia prawidłowości zjawisk organizacyjnych oraz próby ustalenia kryteriów postępowania przy usprawnianiu organizacji. Dotyczyło to m.in.:
- podstaw systematyzacji odmian organizacji procesów produkcyjnych,
- układów ewolucji form struktury produkcyjnej,
- kryteriów analizy, projektowania i usprawniania struktur służb zarządzania,
- podstaw metodologicznych i kryteriów określania możliwości produkcyjnych i rezerw przedsiębiorstwa,
- kryteriów specjalizacji produkcyjnej w relacji ze zjawiskami kooperacji,
- podstaw metodologicznych organizacji i obliczeń produkcji rytmicznej (SORP),
- kierunków i perspektyw zastosowania komputeryzacji i kompleksowego przetwarzania danych – informatyzacji,
- mechanizacji prac personelu inżynieryjno-technicznego w przemyśle i stosowania środków organizacyjno-technicznych,
- systematyki czynników wydajności pracy i intensywności pracy,
- miejsca nauk organizacyjnych na tle próby klasyfikacji nauk i ich obiektów,
- kryteriów i warunków ujęcia systemowego przy projektowaniu i doskonaleniu organizacji,
- metodyki prospektywnego zapobiegania wypadkom przy zastosowaniu analizy sprzężeń sekwencyjnych,
- koncepcji i metodyki wieloprzekrojowego traktowania (przy analizie i projektowaniu) systemu produkcyjnego i gospodarczego,
- trójsekwencyjnej interpretacji procesu produkcyjnego,
- prawidłowości modelowania sprzężeń i wzajemnej obsługi procesów w systemie produkcyjnym,
- strukturalnej systematyki integralnych procesów informacyjno-sterująco-decyzyjnych jako ciągu kolejnych faz określonego rodzaju,
- koncepcji operantowej struktury procesów technologicznych, produkcyjnych i informacyjnych,
- prawidłowości tzw. węzłów informacyjnych, stanowiących sprzężenia między krzyżującymi się procesami informacyjnymi i procesami obsługiwanymi.

Większość nowych koncepcji powstałych w latach 70. ub.w. posłużyło do wypracowania na przełomie lat 70. i 80. ub.w. syntetycznej zwartej koncepcji podstaw teoretycznych (z prawami i prawidłowościami) organizacji systemów ergotransformacyjnych. Systemem, względnie procesem ergotransformacyjnym nazwał celowy system lub proces sterowany przez człowieka, co stanowiło uogólnienie w stosunku do wszelkich systemów (lub procesów) produkcyjnych, przemysłowych, gospodarczych i społecznych (pozagospodarczych).
Profesor Chajtman aktywnie uczestniczył w życiu Stowarzyszenia Inżynierów i Techników Mechaników Polskich (SIMP), w którym wygłaszał wykłady i dzielił się swoją wiedzą na temat transformacji gospodarczych oraz roli inżynierów-organizatorów w przemyśle. Absolwenci jego kierunku na Politechnice Warszawskiej, zwani 'chajtmanowcami', kontynuowali jego podejście do nauk o organizacji i zarządzaniu, rozwijając kariery w Polsce i za granicą.
Główne oryginalne koncepcje teoretyczno-metodyczne:
1. Określenie i systematyka zakresu elementarnych form struktury komórek produkcyjnych (struktury produkcyjnej) kolejnych szczebli hierarchicznych w przedsiębiorstwach przemysłu maszynowego. Prawidłowości występowania możliwych rodzajów powiązań strukturalnych. Tabelaryczna systematyka form strukturalnych w układzie periodyczno-ewolucyjnym i w powiązaniu z tendencjami w specjalizacji produkcji. Kryteria specjalizacji produkcji. Weryfikacja błędnych lub uproszczonych poglądów na tematy specjalizacji i na temat form strukturalnych[12][13][14][15].
2. Określenie i systematyka zakresu odmian organizacji przebiegu procesu produkcyjnego. Periodyczno-ewolucyjna tabela odmian organizacji produkcji dla komórek produkcyjnych 1-go stopnia (KP1)[12][15][16].
3. Metodyczne i teoretyczne podstawy określania możliwości produkcyjnych[17][18].
4. Koncepcja klasyfikacji nauk i ich obiektów (przedmiotów) według decydujących kryteriów homocentrycznych (udziału człowieka) i stopnia abstrakcji. Miejsce nauk o organizacji procesów produkcji i organizacji systemów gospodarczo-produkcyjnych[19][20].
5. Systematyka etapów rozwoju organizacji produkcji w skali generalnej. Etapy rozwoju organizacji w przemyśle maszynowym ZSRR.[21][20]
6. Metodyczne podstawy zastosowania maszyn matematycznych. Kompleksowe systemy przetwarzania danych jako warunek efektywnego stosowania komputerów[22][23][24].
7. Teoretyczno-metodyczne prawidłowości organizacji produkcji rytmicznej. Określenie decydujących kryteriów i zależności. Równomierność a rytmiczność spływu wyrobów lub wytwarzania. Minimalny okres powtarzalności produkcji jako obiektywna podstawowa prawidłowość. Etapowa metodyka systemu obliczeń i projektowania organizacji produkcji rytmicznej SORP. Metodyka określania wielkości partii według okresu powtarzalności produkcji. Modele systemów sterowania produkcją, planowania operatywnego, regulacji i sprawozdawczości[14][25][26][27][20][28].
8. Formalizacja interpretacji procesu produkcyjnego, jego elementów i powiązań między nimi. Weryfikacja definicji procesu produkcyjnego, pojęcia operacji, wykazu klas przetwarzania tworzywa. Nowe pojęcia operanta, produktanta. Formalny zapis procesu[20][29][28].
9. Koncepcja systemu ergotransformacyjnego i procesu ergotransformacyjnego. Interpretacja systemu gospodarczo-produkcyjnego jako szczególnego przypadku systemu ergotransformacyjnego. Klasyfikacja systemów. Zależności obsługowe między rodzajami systemów. Wtórny, obsługujący charakter systemów informacyjnych. Systemy informacyjne (lub podsystemy), ich interpretacja, charakter spójności. Warunki projektowania systemów gospodarczych i informatycznych jako kryteria podejścia systemowego.
10. Koncepcja wieloprzekrojowej dekompozycji systemu gospodarczo-produkcyjnego i ergotransformacyjnego jako kryterium obiektywnego, systemowego podejścia. 4 przekroje i kryteria dekompozycji dowolnego systemu ergotransformacyjnego[30][31][32][33].
11. Koncepcja trójsekwencyjnej, obiektywnej interpretacji procesu ergotransformacyjnego; wymagania obsługi poszczególnych sekwencji ze strony procesów towarzyszących. Klasyfikacja procesów ergotransformacyjnych według obiektywnych kryteriów; procesy podstawowe, pomocnicze, informacyjno-sterujące. Modele wzajemnych powiązań procesów obsługujących i obsługiwanych w systemach ergotransformacyjnych; kaskady procesów i zjawiska samoobsługującego „zapętlenia”[30][31][32][33].
12. Teoretyczna i metodyczna koncepcja 3 faz integralnego procesu informacyjno-sterującego, obsługującego proces lub obiekt. Sformalizowana interpretacja poszczególnych faz i składowych zadań (funkcji) informacyjnych. Weryfikacja powszechnych poglądów dotyczących funkcji zarządzania. Tabelaryczna systematyka i wykaz cząstkowych procesów informacyjno-sterujących w przedsiębiorstwie. Zjawiska węzłów informacyjnych powstających na skrzyżowaniu procesów informacyjnych i styku z procesami obsługiwanymi – podstawa obiektywnej metodycznej interpretacji i rozwiązywania problemów sterowania i regulacji działalności, a także komputeryzacji sterowania[33].
13. Metodyka analizy, projektowania i usprawniania struktur aparatu zarządzania[34][35].
14. Koncepcja sformalizowanej interpretacji intensywności pracy i kwalifikacji. Genealogiczne i kaskadowe układy czynników wydajności pracy i czynników wpływających na wielkość produkcji. Systematyka parametrów produkcyjnych: tablice kombinatoryki ich relacji, wyłaniające skończoną liczbę wskaźników i czynników wydajności i wielkości produkcji[36][37].
15. Koncepcja systematyki przyczyn wypadkowości w pracy[38][39].

## Publikacje
1. Seweryn Chajtman. W sprawie określenia mocy produkcyjnej i stopnia jej wykorzystania. „Ekonomista”. 1, 1956.brak numeru strony
2. Seweryn Chajtman. Systematyzacja typów, form i odmian organizacji procesu produkcyjnego. „Ekonomika i Organizacja Pracy”. 10, 1957.brak numeru strony
3. Seweryn Chajtman: Elementarne formy struktury produkcyjnej i ewolucja odmian organizacji procesu produkcyjnego w zakładach budowy maszyn. Warszawa: 1958. Brak numerów stron w książce
4. Seweryn Chajtman: Některé otázky klasifikace forem výrobní struktury a vývoje typu organizace výrobního procesu ve strojírenství. W: Materiály 1 mezinárodního semináře v oboru ekonomiky a organizace strojírenství. Praha: 1958. Brak numerów stron w książce
5. Seweryn Chajtman: Rozwój organizacji w przemyśle maszynowym ZSRR. Warszawa: 1958. Brak numerów stron w książce
6. Seweryn Chajtman: Cz. 1. W: Praca zbior., Seweryn Chajtman (i inni) – red.: Wybrane zagadnienia z organizacji, technologii i normowania pracy. Warszawa: Ośrodek Szkoleniowy Stowarzyszenia Inżynierów i Techników Mechaników Polskich SIMP, 1959, seria: Kurs Metodyki Opracowania Normatywów zorganizowany przez Centralny Ośrodek Normowania Pracy MPC i Ośrodek Szkoleniowy SIMP przy współpracy Instytutu Organizacji Przemysłu Maszynowego. Brak numerów stron w książce
7. Seweryn Chajtman: Cz. 2. Metodyka ustalania normatywów czasów: głównego, pomocniczego i wykonania. W: Praca zbior., Seweryn Chajtman (i inni) – red.: Wybrane zagadnienia z organizacji, technologii i normowania pracy. Warszawa: Ośrodek Szkoleniowy Stowarzyszenia Inżynierów i Techników Mechaników Polskich SIMP, 1959, seria: Kurs Metodyki Opracowania Normatywów zorganizowany przez Centralny Ośrodek Normowania Pracy MPC i Ośrodek Szkoleniowy SIMP przy współpracy Instytutu Organizacji Przemysłu Maszynowego. Brak numerów stron w książce
8. Praca zbior., Seweryn Chajtman – red. nauk., Jan Czarnocki (i inni) – oprac.: Ekonomika przemysłu maszynowego. Warszawa: Państwowe Wydawnictwo Naukowe PWN, 1959. Brak numerów stron w książce
9. Seweryn Chajtman, Aleksander Klaniulc: Kierunki i metody współpracy Katedry Organizacji, Ekonomiki i Planowania Przemysłu Budowy Maszyn Politechniki Warszawskiej z przemysłem. W: Materiały na IV Konferencję. PolskieTowarzystwo Ekonomiczne – Oddział w Katowicach, 1960. Brak numerów stron w książce
10. Seweryn Chajtman: Analiza i projektowanie aparatu zarządu w przedsiębiorstwie budowy maszyn. Poradnik. Warszawa: Instytut Organizacji Przemysłu Maszynowego „Orgmasz”. Ośrodek Doskonalenia Kadr Kierowniczych Przemysłu Ciężkiego, 1961. Brak numerów stron w książce
11. Praca zbior., Seweryn Chajtman – red. nauk., Jan Czarnocki (i inni) – oprac.: Ekonomika przemysłu maszynowego. Warszawa: Państwowe Wydawnictwo Naukowe PWN, 1961. Brak numerów stron w książce
12. Seweryn Chajtman: Doświadczenia uproszczenia aparatu zarządzania i zastosowania bezwydziałowej struktury w przedsiębiorstwach budowy maszyn w ZSRR. T. 1. Warszawa: Instytut Organizacji Przemysłu Maszynowego „Orgmasz”, 1962, seria: Studia i Materiały. Brak numerów stron w książce
13. Seweryn Chajtman, Zbigniew Gackowski: Zastosowanie elektronicznych maszyn cyfrowych (EMC) do przetwarzania danych w przedsiębiorstwie budowy maszyn. Warszawa: Instytut Ekonomiki i Organizacji Przemysłu, 1962. Brak numerów stron w książce
14. Seweryn Chajtman, Stanisław Lis: Problemy określania możliwości produkcyjnych. Instytut Organizacji Przemysłu Maszynowego „Orgmasz”, 1962. Brak numerów stron w książce
15. Seweryn Chajtman, Aleksander Klaniulc. Podejście do zagadnień normowania czasu. „Przegląd Organizacji”. 5, 1963.brak numeru strony
16. Seweryn Chajtman, Tadeusz Kozłowski. Zagadnienia organizacji równomiernej produkcji w przemyśle obrabiarkowym. „Organizacja, Samorząd, Zarządzanie”. 2, 1963.brak numeru strony
17. Seweryn Chajtman, Stanisław Lis: Możliwości produkcyjne stanowisk roboczych. W: Międzynarodowe Sympozjum IEO. Kraków: 1963. Brak numerów stron w książce
18. Seweryn Chajtman. Obliczenia produkcyjno-organizacyjne w warunkach produkcji rytmicznej. „Ekonomika i Organizacja Pracy”. 12, 1964.brak numeru strony
19. Isaj Razumov, i inni (I. Razumow, L. Szuchgalter – red., B. Himmel, W. Korenba, K. Nowicki – tłum., S. Chajtman – przedm. do wyd. pol.): Organizacja i planowanie w przedsiębiorstwach przemysłu maszynowego. Warszawa: Państwowe Wydawnictwo Naukowe PWN, 1964.Sprawdź autora:2. Brak numerów stron w książce
20. Seweryn Chajtman: Analiza i projektowanie aparatu zarządu w przedsiębiorstwie przemysłu maszynowego. Warszawa: Ośrodek Doskonalenia Kadr Kierowniczych Ministerstwa Przemysłu Ciężkiego, 1965. Brak numerów stron w książce
21. Seweryn Chajtman. Organizacja produkcji i jej doskonalenie w nowoczesnym przedsiębiorstwie przemysłowym. „Materiały i Studia Opolskie”. 12, 1965.brak numeru strony
22. Seweryn Chajtman, Andrzej Pachocki: Kierunki usprawniania aparatu zarządzania i struktura bezwydziałowa w zakładach budowy maszyn. Warszawa: Instytut Organizacji Przemysłu Maszynowego „Orgmasz”, 1965. Brak numerów stron w książce
23. Praca zbior., Seweryn Chajtman – red., Jerzy Boszko (i inni – oprac.): Organizacja i planowanie w przedsiębiorstwie budowy maszyn. Łódź: Państwowe Wydawnictwo Naukowe PWN, 1965. Brak numerów stron w książce
24. Seweryn Chajtman: Problemy przygotowania kadry specjalistów dla mechanizacji i automatyzacji przetwarzania informacji. Warszawa: Towarzystwo Naukowe Organizacji i Kierownictwa TNOiK, 1966. Brak numerów stron w książce
25. Seweryn Chajtman: Erfahrungen bei der Projektierung integrierter Datenverarbeitungssysteme. W: 3. Internationales Symposium. Lepzig: 1967. Brak numerów stron w książce
26. Seweryn Chajtman: Kierunki, specjalności, specjalizacje i studia podyplomowe w dziedzinie ekonomiki i organizacji przemysłu, budownictwa i transportu. W: Konferencja: Ekonomika i organizacja produkcji w studiach technicznych. Poznań: Politechnika Poznańska, 1967. Brak numerów stron w książce
27. Seweryn Chajtman: Kształcenie organizatorów produkcji w ramach studiów techniczno-ekonomicznych. Warszawa-Poznań: 1967. Brak numerów stron w książce
28. Seweryn Chajtman. Organizacja aparatu zarządzania. „Materiały Szkoleniowe”, 1967. Centralny Ośrodek Doskonalenia Kadr Kierowniczych CODKK.brak numeru strony
29. Seweryn Chajtman: Podstawowe problemy organizacji produkcji i zarządzania oraz kompleksowego przetwarzania danych w przedsiębiorstwie przemysłowym. W: Jan Bursche, Seweryn Chajtman, Stefan Podleśny, Józef Niedźwiedzki (red.): Wybrane problemy organizacji i zarządzania w przedsiębiorstwach przemysłowych. Warszawa: Wydawnictwa Naukowo-Techniczne WNT, 1967. Brak numerów stron w książce
30. Seweryn Chajtman: Podstawowe problemy usprawniania organizacji produkcji w nowoczesnych warunkach. Warszawa: Katedra Organizacji, Ekonomiki i Planowania w Przemyśle Budowy Maszyn. Politechnika Warszawska, 1967. Brak numerów stron w książce
31. Seweryn Chajtman: Próba klasyfikacji nauk i ich obiektów (przedmiotów). W: Materiały Zespołu Klasyfikacji Nauk Komisji Naukoznawstwa PAN. Warszawa: Polska Akademia Nauk, 1967. Brak numerów stron w książce
32. Seweryn Chajtman. Zagadnienia projektowania kompleksowych systemów przetwarzania danych. „Maszyny Matematyczne”. Nr 5, 6, s. 22–26, 1–4, 1967.
33. Seweryn Chajtman: Obliczenia produkcyjno-organizacyjne w warunkach produkcji rytmicznej SORP. Warszawa: Politechnika Warszawska, Wydział Mechaniczny Technologiczny, Oddział Inżynieryjno-Ekonomiczny, Katedra Organizacji, Ekonomiki i Planowania w Przemyśle Budowy Maszyn, 1968. Brak numerów stron w książce
34. Seweryn Chajtman: Studia specjalistyczne w dziedzinie ekonomiki i organizacji produkcji. Warszawa: Politechnika Warszawska, 1968. Brak numerów stron w książce
35. Seweryn Chajtman. Niektóre zagadnienia zastosowania maszyn matematycznych do przetwarzania informacji o przebiegu produkcji w przedsiębiorstwie. „Maszyny Matematyczne”. 4, s. 1–6, 1969.
36. Seweryn Chajtman, Stanisław Lis: Podstawowe zagadnienia organizacji produkcji i zarządzania w projektowaniu. Warszawa: Polskie Towarzystwo Ekonomiczne. Dyrekcja Szkolenia Ekonomicznego w Warszawie, 1969, seria: Zaoczny Kurs Ekonomiki Inwestycji. Brak numerów stron w książce
37. Seweryn Chajtman. Projektierungs- und Berechnungssystem für die Organisation rhythmischer Produktionsprozesse SORP. „Fertigungstechnik und Betrieb”. 4, 1970.brak numeru strony
38. Seweryn Chajtman: Vorbereitung des Datenverarbeitungssystems für die rhythmische Produktion. W: Konferencja COMPCONTROL. Miškolc: 1970. Brak numerów stron w książce
39. Seweryn Chajtman: Podstawy organizacji procesu produkcyjnego. Warszawa: Państwowe Wydawnictwo Ekonomiczne PWE, 1971. Brak numerów stron w książce
40. Seweryn Chajtman. Próba formalnego ujęcia powiązań elementów procesu produkcyjnego wyrobu. „Prakseologia”. 39, 40, 1971.brak numeru strony
41. Seweryn Chajtman: Niektóre metodyczne aspekty badań nad dynamiką wydajności pracy. W: Seweryn Chajtman (red. nauk.): Dynamika wydajności pracy w świetle prakseologii. Warszawa: Państwowe Wydawnictwo Naukowe PWN, 1972. Brak numerów stron w książce
42. Seweryn Chajtman. Koncepcja i metodyka badań intensywności pracy. „Prakseologia”. 1, 1973.brak numeru strony
43. Seweryn Chajtman: Metodyczne problemy projektowania organizacji produkcji. W: Seweryn Chajtman, i inni: Metodologia projektowania inżynierskiego. Warszawa: Państwowe Wydawnictwo Naukowe PWN, 1973.Sprawdź autora:2. Brak numerów stron w książce
44. Seweryn Chajtman: Organizacja produkcji rytmicznej. Warszawa: Państwowe Wydawnictwo Ekonomiczne PWE, 1973. Brak numerów stron w książce
45. Seweryn Chajtman. Analiza sprzężeń sekwencyjnych w procesie produkcyjnym. Metodyka zapobiegania wypadkom przy pracy. „Ochrona Pracy”. 8, s. 4–8, 1974.
46. Seweryn Chajtman: Organisationsformen der Fertigungsprozesse. Technische Hochschule Ilmenau, 1974. Brak numerów stron w książce
47. Seweryn Chajtman: Organizacja aparatu zarządzania w przedsiębiorstwie przemysłowym. W: Seweryn Chajtman, i inni: Zasady organizacji przedsiębiorstwa przemysłowego. Warszawa: Wydawnictwa Naukowo-Techniczne WNT, 1974.Sprawdź autora:2. Brak numerów stron w książce
48. Seweryn Chajtman: Zapobieganie wypadkom. Metodyka prospektywnej analizy sprzężeń sekwencyjnych. Warszawa: Wydawnictwa CRZZ, 1974. Brak numerów stron w książce
49. Seweryn Chajtman: Оперативно-производственное управление. W: Seweryn Chajtman, i inni: Управление социалистическими объединениями и предприятиями. T. 2. Moskwa: Progress, 1974.Sprawdź autora:2. Brak numerów stron w książce
50. Seweryn Chajtman: Organizacja przygotowania technicznego produkcji poligraficznej i kontroli jakości. Warszawa: Polskie Towarzystwo Ekonomiczne. Dyrekcja Szkolenia Ekonomicznego, 1975. Brak numerów stron w książce
51. Seweryn Chajtman. Proces produkcyjny w systemie organizacji i kierowania. „Organizacja i Kierowanie”. 1, 2, 1975.brak numeru strony
52. Seweryn Chajtman. Wypadek przy pracy a organizacja produkcji. „Ochrona Pracy”. 9, 1975.brak numeru strony
53. Seweryn Chajtman: Aparat zarządzania w przedsiębiorstwie poligraficznym. Warszawa: Polskie Towarzystwo Ekonomiczne. Dyrekcja Szkolenia Ekonomicznego, 1976. Brak numerów stron w książce
54. Seweryn Chajtman: Operatywne sterowanie produkcją poligraficzną. Warszawa: Polskie Towarzystwo Ekonomiczne. Dyrekcja Szkolenia Ekonomicznego, 1976. Brak numerów stron w książce
55. Seweryn Chajtman: Projektowanie i doskonalenie organizacji produkcji w przemyśle poligraficznym. Warszawa: Polskie Towarzystwo Ekonomiczne. Dyrekcja Szkolenia Ekonomicznego, 1976. Brak numerów stron w książce
56. Seweryn Chajtman. Metodyczne podstawy identyfikacji i projektowania systemów informacyjnych. Część 1. Dekompozycja systemu gospodarczo-produkcyjnego i wyodrębnienie systemu informacyjnego. „Informatyka”. 10, s. 1–5, 1977.
57. Seweryn Chajtman. Metodyczne podstawy identyfikacji i projektowania systemów informacyjnych. Część 2. Modelowanie powiązań procesów informacyjno-sterujących w nadrzędnym systemie gospodarczo-produkcyjnym. „Informatyka”. 11, s. 9–13, 1977.
58. Seweryn Chajtman. Metodyczne podstawy identyfikacji i projektowania systemów informacyjnych. Część 3. Koncepcja projektowania i identyfikacja systemu informacyjnego. „Informatyka”. 12, s. 8–14, 1977.
59. Seweryn Chajtman: Organizacja pracy i płac. Warszawa: Polskie Towarzystwo Ekonomiczne, 1978. Brak numerów stron w książce
60. Seweryn Chajtman: Методические основы идентификации и проектирования информационных систем. W: Konferencja międzynarodowa. Warszawa: Instytut Organizacji Przemysłu Maszynowego „Orgmasz”, 1978. Brak numerów stron w książce
61. Seweryn Chajtman, i inni (S. Chajtman – red.): Warunki zrzeszania się przedsiębiorstw w hutnictwie i przemyśle maszynowym. Instytut Organizacji Przemysłu Maszynowego „Orgmasz”, 1981, seria: Materiały Studialne IOPM.Sprawdź autora:2. Brak numerów stron w książce
62. Seweryn Chajtman. Объединения нового рода в металлургической и машиностроительной промышленности. „Ekonomika i Organizacja Przedsiębiorstwa”. 2, 1983.brak numeru strony
63. Seweryn Chajtman: Zarządzanie produkcją podstawową. Poradnik. Warszawa: Instytut Organizacji Przemysłu Maszynowego „Orgmasz”, 1984. Brak numerów stron w książce
64. Seweryn Chajtman, Marek Zyzik: Some Theoretical Problems of the Factory of the Future. W: Proceedings of the Conference on Factory of the Future. Tel Aviv: 1984. Brak numerów stron w książce
65. Seweryn Chajtman, Marek Zyzik: The Identification of Information Processes in the Manufacturing. W: Proceedings of the 8th International Conference on Production Research. Stuttgart: 1985. Brak numerów stron w książce
66. Seweryn Chajtman: Metodyczne zagadnienia usprawniania struktur organizacyjnych w przedsiębiorstwach przemysłowych. W: Materiały konferencyjne. Warszawa: Polskie Towarzystwo Ekonomiczne, 1986. Brak numerów stron w książce
67. Seweryn Chajtman: Systemy i procesy informacyjne. Warszawa: Państwowe Wydawnictwo Ekonomiczne PWE, 1986, seria: Informatyka w Praktyce. Brak numerów stron w książce
68. Seweryn Chajtman, Jarosław Borzęcki: Методические проблемы моделирования системы управления как основа их автоматизации и применения ЭВМ. W: Konferencja COMPCONTROL. Moskwa: 1987. Brak numerów stron w książce
69. Seweryn Chajtman, Marek Zyzik: Modelling Relations Between Processes in the Production System. W: Proceedings of the 9th International Conference on Production Research. Cincinnati, Ohio, USA: 1987. Brak numerów stron w książce
70. Seweryn Chajtman, Jarosław Borzęcki. Metodyczne podstawy analizy i projektowania struktury aparatu zarządzania przedsiębiorstwa na tle wieloprzekrojowej dekompozycji systemu gospodarczo-produkcyjnego. „Zeszyty Naukowe Politechniki Poznańskiej”. 14, 1988.brak numeru strony
71. Seweryn Chajtman: Organizacja i struktura zarządzania w przedsiębiorstwie. Poradnik metodyczny. Warszawa: Instytut Organizacji Przemysłu Chemicznego, 1989. Brak numerów stron w książce
72. Seweryn Chajtman, Jarosław Borzęcki: Выделение информационной системы в хозяйственной единице как основа комплексного проектирования информатических систем. W: Konferencja COMPCONTROL. Bratysława: 1989. Brak numerów stron w książce
73. Seweryn Chajtman. Przekształcenia własnościowe przedsiębiorstw na tle przemian w gospodarce krajów wysokorozwiniętych. „Ekonomika i Organizacja Przedsiębiorstwa”. 11, 1990.brak numeru strony
74. Seweryn Chajtman, Jarosław Borzęcki. Spółki, ich systematyka, typy wspólników, udziałowców i akcjonariuszy. „Ekonomika i Organizacja Przedsiębiorstwa”. 12, 1990.brak numeru strony
75. Seweryn Chajtman. Krytyka i zmiana paradygmatów w naukach o organizacji i zarządzaniu. „Organizacja i Kierowanie”. 4, 1995.brak numeru strony
76. Seweryn Chajtman. Kryzys organizacji wytwarzania w przemyśle. „Ekonomika i Organizacja Przedsiębiorstwa”. 2, 1995.brak numeru strony
77. Seweryn Chajtman: Alternatywne poglądy nieodzownym warunkiem przekształcenia wiedzy o organizacji i zarządzaniu w uogólnioną teorię i akceptowaną naukę. W: Stan i perspektywy rozwoju teorii i praktyki zarządzania na progu XXI wieku. R. Krupski i J. Lichtarski (red.). Wrocław: Wydawnictwa Akademii Ekonomicznej we Wrocławiu, 2002, seria: Prace Naukowe Akademii Ekonomicznej we Wrocławiu. Brak numerów stron w książce
78. Seweryn Chajtman, Jarosław Borzęcki: Kontrola i kontroling w systemie gospodarczym w świetle alternatywnej uogólnionej teorii organizacji i zarządzania. W: Kontrola i kontroling w zarządzaniu: tendencje, koncepcje, instrumenty. B. R. Kuc (red.). Warszawa: Wyższa Szkoła Zarządzania i Marketingu w Warszawie, 2002. Brak numerów stron w książce
79. Seweryn Chajtman, Marek Zyzik: Business Process Model: An Objective Description. W: Proceedings of the 12th World Multi-Conference on Systemics, Cybernetics and Informatics. Orlando, Florida, USA: The International Institute of Informatics and Cybernetics, 2008. Brak numerów stron w książce

## Ordery i odznaczenia
- Krzyż Komandorski Orderu Odrodzenia Polski (13 sierpnia 1999)[40]
- Medal 10-lecia Polski Ludowej (19 stycznia 1955)[41]